# Seznam písní Lucie Vondráčkové
Toto je seznam písní, které nazpívala Lucie Vondráčková.

## A
- Absolutní Absurdistán – (Jiří Vondráček / Hana Sorrosová)
- Archanděl – (Jiří Vondráček / Hana Sorrosová)
- Atlantida – (Jiří Vondráček / Hana Sorrosová)
- Až ráno – (Jiří Vondráček / Hana Sorrosová)
- Až jednou půjdeme tam (Jiří Vondráček (skladatel))-Hana Sorrosová)
- Atlantis- (Lucie Strýčková)

## B
- Blondýnka – (Jiří Vondráček / Hana Sorrosová)
- Boomerang – (Jindřich Parma / Hana Sorrosová)
- Boty proti lásce – (Lee Hazlewood / Eduard Krečmar)
- Bránou zázraků – (Jiří Vondráček / Hana Sorrosová)
- Bring It On Home- (Hana Sorrosová)
- Burt – mix – (E)
- Byla to láska (Michal David / Hana Sorrosová)
- Bring it on home - (Kari Kimmel)
- Big ben,žili,byli – (Jiří Vondráček / Hana Sorrosová)
- Bílá místa – (Jiří Vondráček (skladatel) / Hana Sorrosová)

## C
- Cestou necestou – (Lucie Vondráčková)
- Cizí pes – (Jiří Vondráček / Hana Sorrosová)
- Co s tou touhou - (Kari Kimmel/Hana Sorrosová)
- Come on Petro hrej – (Thomas Chillinger, Peter Ballweg)

## Č
- Červená řeka II – (Jiří Vondráček / Ivo Fischer/Hana Sorrosová)
- Čas vánoční – (Jiří Vondráček/Hana Sorrosová) duet s Karlem Gottem

## D
- Delfín – (Jiří Vondráček / Hana Sorrosová)
- Den D – (Jiří Vondráček / Hana Sorrosová)
- Desperát – (Jiří Vondráček / Hana Sorrosová)
- Dlouhá pouť- (Hana Sorrosová)
- Don Diri Don – (Jiří 9 Vondráček / Hana Sorrosová)
- Džíny – (Jiří Vondráček / Hana Sorrosová)
- Dlouhej dopis- (Daniel Dobiáš)
- Dolphin- (Lucie Strýčková)
- Dej si cíl – (Kari Kimmel / Hana Sorrosová)
- Dotyk lásky - (Kamil Peteraj)
- Dej mi svou dlaň - Radim Flender
- Dnem i tmou

## E
- Éra dvou – (Jiří Vondráček / Hana Sorrosová)
- E.T. – (Jiří Vondráček / Hana Sorrosová)
- Extáze

## F
- Fénix – (Jiří Vondráček / Hana Sorrosová)
- Falling in love- (Lucie Strýčková
- Fína Čokoláda – (Lukáš Fišer)

G 
- Good morning- (Hana Sorrosová)

## H
- Hej lásko velká – (Jiří Vondráček / Hana Sorrosová)
- Hodina duchů – (Jiří Vondráček / Hana Sorrosová)
- Hollywood – (Jiří Vondráček / Hana Sorrosová)
- Hop Hej – (Jiří Vondráček / Hana Sorrosová)
- Hvězdy nad oceánem-(Hana Sorrosová)
- Hladová zeď
- Honza - (Marián Brezáni, Miro Jurika)
- Hvězdy - (Peter Fider)

## Ch
- Chyba – (|Jiří Vondráček (skladatel)] / Hana Sorrosová)
- Chci být netopýr-(Michal Pavlíček /Vlastimil Třešňák)
- Chuť žít

I
- In the limelight – (Lucie Strýčková / Hana Sorrosová)

- If you love me so - (Hana Sorrosová)

- I'm stuck here - (Hana Sorrosová/Jiří Vondráček)

## J
- Já to nejsem (Zlej sen) – (Bob Dylan / Hana Sorrosová) duet s Petrem Kocmanem
- Já v Tobě mám co málokdo má – (Jiří Vondráček / Hana Sorrosová/Lucie Vondráčková)
- Jeho království – (Jiří Vondráček / Hana Sorrosová)
- JMMR – (Jiří Vondráček / Hana Sorrosová)
- Johanka z Arku – (Jiří Vondráček / Zdeněk Rytíř)
- Julie – (Jiří Vondráček / Hana Sorrosová)
- Jen se směj – (Daniel Dobiáš / Hana Sorrosová)
- Jedou vozy prérií (Jiří Vondráček)/(Hana Sorrosová)
- Jeans- (Lucie Strýčková)
- Just right now- (Hana Sorrosová)
- Juliet- (Lucie Strýčková)
- Year 2053 – (Hana Sorrosová)

- Jizva křížem krážem – (Pamela Koky, Filip Vlček / Hana Sorrosová)
- Jen jeden – (Hana Sorrosová)
- Jen ty a já
- Jabloně - Radim Flender

## K
- Kamarád – (Jiří Vondráček / Hana Sorrosová)
- Kankán na západ od St. Louis – (Jiří Vondráček / Hana Sorrosová)
- Kde tě mám – (Jiří Vondráček / Jiří Vondráček
- Kdo tě má rád – (Jiří Vondráček / Hana Sorrosová)
- Kdy jindy než teď – (Jiří Vondráček / Hana Sorrosová)
- Kdy vzlétnu já – Adam Watts / Andy Dodd)
- Keď ma podvedieš – (Taktici / V. Culik) se skupinou Taktici
- Konečná – (Eric Djordje George / Lucie Vondráčková)
- Kousek lásky – (Jiří Vondráček / Hana Sorrosová )
- Kočičí – (Jiří Vondráček / Hana Sorrosová)
- Kdyby sis oči vyplakala (J. Malásek) – (J. Bažant / V. Blažek)
- Kousek štěstí aneb osudová- (Jiří Vondráček/ Hana Sorrosová)
- Každý den
- Kolikrát - (Vojtěch Drahokoupil, Lucie Vondráčková)
- Keď nie si tu

## L
- La Bamba – (Jiří Vondráček / Hana Sorrosová)
- Labutí – (Jiří Vondráček / Hana Sorrosová)
- Láska na 100 let – (Jiří Vondráček / Hana Sorrosová)
- Láska umí víc – (Carly Simon / Hana Sorrosová)
- Lítání – (Jiří Vondráček / Hana Sorrosová)
- Labyrint-(Jiří Vondráček/Hana Sorrosová)
- Little mermaid- (Lucie Strýčková)
- Love is love – (Jindřich Parma / Hana Sorrosová)
- Led – (Hana Sorrosová)

## M
- Malá mořská víla – (Jiří Vondráček / Hana Sorrosová)
- Manon – (Jiří Vondráček / Hana Sorrosová)
- Markytánka – (Jiří Vondráček / Hana Sorrosová)
- Marmeláda – (Jiří Vondráček /t:)
- Mayday – (Jiří Vondráček / Hana Sorrosová)
- Medvídek z plyše – (Jiří Vondráček / Jiří Vondráček)
- Milion a 1 noc – (Jiří Vondráček / Hana Sorrosová)
- Místo vedle tebe – (Jiří Vondráček / Hana Sorrosová)
- Může se stát – (Jiří Vondráček / Michael Žantovský)
- Mít tebe blízko – (Jiří Vondráček / Hana Sorrosová)
- Mlýn klape svou - (Jiří Vondráček (skladatel))
- Milování – (Jiří  Vondráček / Hana Sorrosová)
- Můj malý princi

## N
- Náhodou – (Jiří Vondráček / Hana Sorrosová)
- Nech mě jít – (David Solař / Hana Sorrosová)
- Na pokraji sil- (Idan Raichel/ Miroslav Jaroš)
- Nad Vltavou- (Hana Sorrosová)
- Nejkrásnějším vánocům – (Paul Baraka / Hana Sorrosová)
- Nic víc – (Paul Baraka) / Lucie Vondráčková)
- Nemusím do nebe
- Nespoutaná

## O
- Oheň - (Kari Kammel / Hana Sorrosová)
- Othello – (Jindřich Parma / Hana Sorrosová)
- Ostrov v proudu dni -(Hana Sorrosová)
- Óda na horu říp

## P
- Pád do milování – (Jiří Vondráček / Hana Sorrosová)
- Papír nůžky kámen – (Jiří Vondráček / Hana Sorrosová)
- Párkrát – (Jiří Vondráček / Hana Sorrosová)
- Páže – (Jiří Vondráček / Hana Sorrosová)
- Plot – (Jiří Vondráček / Hana Sorrosová)
- Poslední zvíře – (Jiří Vondráček / Hana Sorrosová)
- Poušť – (David Solař / Lucie Vondráčková)
- Pták Ohnivák – (Jiří Vondráček / Hana Sorrosová)
- Page – (Lucie Strýčková)
- Paralelní světy, čí bys byl – (Hana Sorrosová)

- Puppy – (Lucie Strýčková)
- Proč
- Pelikán

## R
- Rej kolibříků 2 – Pro jinou – (Jiří Vondráček / Hana Sorrosová)
- Rok 2060 – (Jiří Vondráček / Hana Sorrosová)
- Růže – (Jiří Vondráček / Hana Sorrosová)
- Rekordérka

## S
- Sante Fé – (Jiří Vondráček / Hana Sorrosová)
- Single – (Jiří Vondráček / Hana Sorrosová) duet s Danielem Hůlkou
- Skoč si do tý vody – (Miki Jelínek / Josef Kainar)
- Srdcerváč – (Jiří Vondráček / Hana Sorrosová)
- Step by step – (Jiří Vondráček / Jiří Vondráček)
- Strach – (Jiří Vondráček / Hana Sorrosová)
- Spam(Jindřich Parma(Hana Sorrosová)
- Stůj-(Kim Wilde a Ricky Wilde/Hana Sorrosová)
- Solnej sloup – Hana Sorrosová
- Secret lover – (Lucie Strýčková)
- Stanice svět -Radim Flender
- Svatební
- Sen
- Schody - Radim Flender

## Š
- Šapitó – (Jiří Vondráček(skladatel)
- Štětec – (Martin Illáš)/(Radek Navrátil)
- Šance

## T
- Tajná láska – (Jiří Vondráček / Hana Sorrosová)
- Tenisák – (Jiří Vondráček / Hana Sorrosová)
- Tenkej led – (Jiří Vondráček / Hana Sorrosová)
- Ty jsi ten nej-(Hana Sorrosová)
- The one-(Jiří Vondráček/ Hana Sorrosová)
- The Perfect Kiss-(Hana Sorrosová)
- Tak nebuď prekvapená
- Treperenda

## U
- Úplně down – (Jiří Vondráček / Hana Sorrosová)
- Území lvů – (David Solař / Hana Sorrosová)
- Ukolébavka- (Jiří Moravec / Hana Sorrosová
- Umřu s tebou (Julian Záhorovský)

## V
- Válka růží – (Hana Sorrosová)
- Veni Vidi Vici – (Jiří Vondráček / Hana Sorrosová)
- Věž v Pise se bourá – (Eric Djordje George / Lucie Vondráčková)
- Víc – (Ziv Sidi / Hana Sorrosová)
- Vím, co trápí čápy – (Jiří Vondráček / Hana Sorrosová)
- Vítr – (Jim Steinman / Hana Sorrosová)
- Vlajkonoš – (Jiří Vondráček / Hana Sorrosová)
- Voda – (Tomáš Sehnal / Tomáš Sehnal) se skupinou Prowizorium
- Voják – (Jiří Vondráček / Hana Sorrosová)
- Však ona vám to pěkně pomotá – (Michal Pavlíček / Vlastimil Třešňák)
- Vždycky všechno nejde – (Jiří Vondráček / Hana Sorrosová)
- Vánoční přání – (Hana Sorrosová)
- Vánoce bílý – (Viktor Dyk)
- Vyvolávačka deště – (Jiří Vondráček (skladatel) / Hana Sorrosová)
- V trávě budem spát – (Bára Ježková /David Solař)
- Vrať se - (Jakub Ludvík)
- Vzkaz v láhvi - (Marián Brezáni, Branislav Jančich / Marián Brezáni, Lucie Vondráčková)
- V šíleném kolotoči

W 
- Why - (Hana Sorrosová/Jiří Vondráček)

## Z
- Zásnuby – zpívá s Hanou Zagorovou a Bohušem Matušem
- Zimní královna – (Jiří Vondráček / Hana Sorrosová)
- Zlato – (Jiří Vondráček / Hana Sorrosová)
- Zrcadla – (Jiří Vondráček / Jiří Vondráček)
- Zombie – (Carmelo La Bionda / Nils Růžička / Hana Sorrosová)
- Zásah- (Hana Sorrosová)

## Ž
- Žít jako kaskadér (Dalibor Janda) / (Jan Krůta)